# Helena da Roménia
Helena da Romênia (Bucareste, 5 de janeiro de 1909 – Youngstown, 21 de janeiro de 1991), foi uma Princesa da Romênia, filha mais nova do rei Fernando I da Romênia e de sua esposa, a princesa Maria de Saxe-Coburgo-Gota. Ela era bisneta da rainha Vitória do Reino Unido, da rainha Maria II de Portugal e do czar Alexandre II da Rússia. Pelo seu primeiro casamento foi Arquiduquesa da Áustria, Princesa Real da Hungria, Boémia, Croacia e da Toscana.
Helena é o aportuguesamento de seu nome original em romeno "Ileana".

## Nascimento e Primeiros Anos

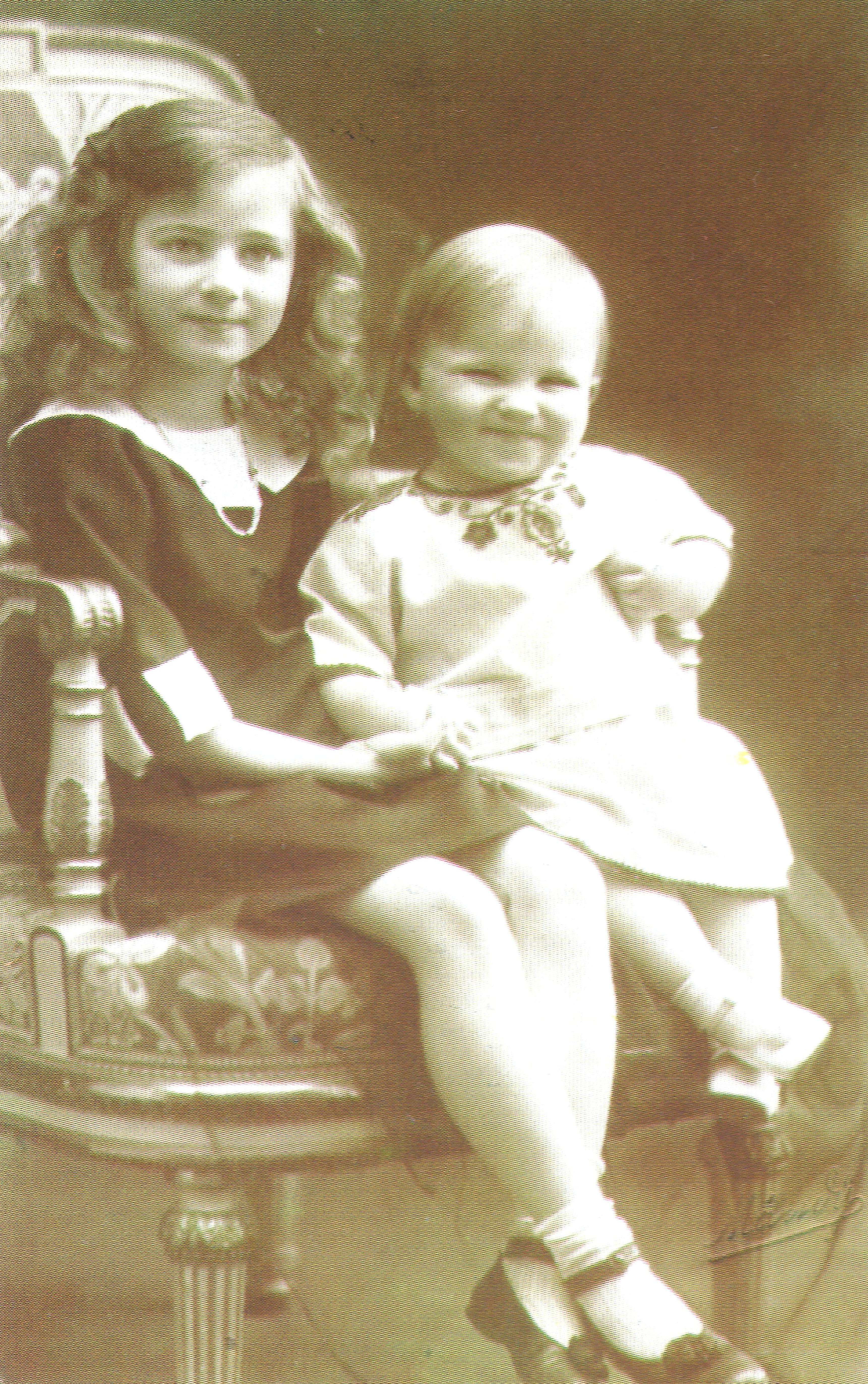
Helena com o irmão mais novo Mircea.

Helena nasceu em Bucareste a 5 de janeiro de 1909.

## Escuteiras
Antes de se casar, Helena era a organizadora e Chefe das Escuteiras Romenas.
Mais tarde a princesa Helena envolveu-se na mesma organização, mas desta vez na Áustria onde foi presidente das escuteiras de 1935 até a organização ser banida em 1938 devido ao Anschluss.

## Outras Conquistas
Helena foi a organizadora das reservas femininas da Cruz Vermelha e da primeira escola de trabalho social da Roménia.
Era também uma ávida marinheira, tendo obtido a sua licença de navegação. Possuía um iate, o "Isprava" que navegou por muitos anos.

## Antes da Abdicação do Rei Miguel

### Casamento

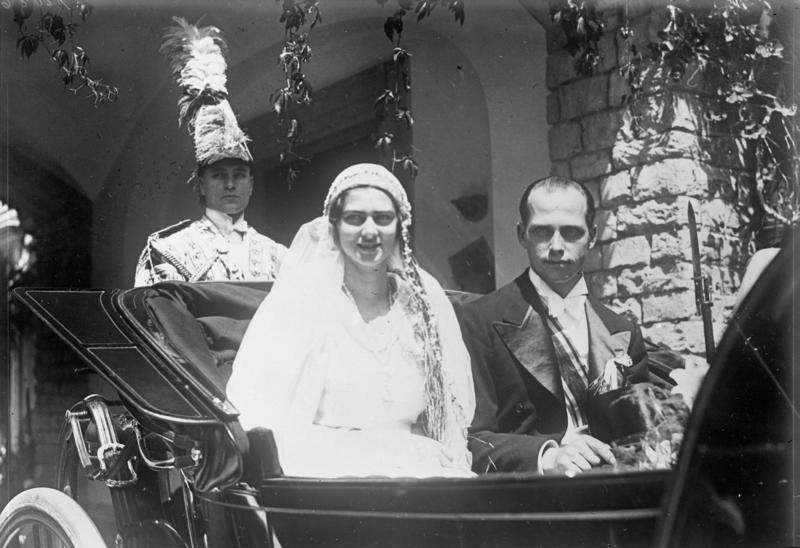
Helena e Antônio no dia de casamento.

Helena casou-se com o arquiduque Antônio da Áustria, Príncipe da Toscana, a 26 de Julho de 1931. Esta união foi encorajada pelo irmão de Helena, o rei Carlos II da Romênia, que tinha inveja da popularidade da irmã no país e queria-a fora dele. Após o casamento, Carlos afirmou que a população romena nunca aceitaria uma Habsburgo a viver em solo romeno e, nesses termos, recusou deixar Helena e Antônio viver na Romênia.
Depois de ver o seu marido consignado ao Luftwaffe, Helena abriu um hospital para soldados romenos feridos no castelo que servia de residência à família, o Sonneburg, nos arredores de Viena na Áustria. Em 1944, juntamente com os seus filhos, regressou à Romênia, onde a família viveu no Castelo de Bran, perto de Brasov. O arquiduque Antônio juntou-se a eles, mas foi condenado a prisão domiciliária pelo Exército Vermelho. A princesa Helena abriu outro hospital na aldeia de Bran, ao qual deu o nome de Hospital do Coração da Rainha em memória da sua adorada mãe, a rainha Maria da Romênia.

## Exílio
Após a abdicação do rei Miguel I da Romênia, Helena e a família foram exilados do país recentemente tomado pelos comunistas. Fugiram de comboio até ao sector russo da Romênia, na altura dividida em três partes. Depois ficaram a viver na Suíça, mais tarde na Argentina e, finalmente, em 1950, mudaram-se para os Estados Unidos onde Helena comprou uma casa em Newton, Massachusetts.
Entre 1950 e 1961, Helena promoveu várias palestras contra o comunismo, trabalhando de perto com a Igreja Ortodoxa Romena dos Estados Unidos, e escreveu dois livros: "Eu Vivo Outra Vez", uma memória dos seus últimos anos na Romênia, e "Hospital do Coração da Rainha", uma descrição sobre o estabelecimento e organização do hospital.
A 29 de Maio de 1954 Helena e Antônio divorciaram-se oficialmente e ela casou-se com o seu segundo marido, o Doutor Stefan Nikolas Issarescu (1906 - 2002) em Newton, Massachusetts, a 20 de Junho de 1954. Do casamento não nasceram filhos.
Em 1961, a princesa Helena entrou para o Mosteiro Ortodoxo da Protecção da Mãe de Deus em Bussy, na França. O seu segundo casamento acabou em divórcio em 1965. Ao entrar para o Mosteiro, Helena recebeu o nome de Mãe Alexandra. Depois mudou-se novamente para os Estados Unidos e fundou o Mosteiro Ortodoxo da Transfiguração em Ellwood City, Pennsylvania, sendo uma das suas abadessas até à sua reforma em 1981. Permaneceu no mosteiro até à sua morte.
Voltou a visitar a Romênia em 1990, aos 81 anos, na companhia da sua filha Alexandra.
Em janeiro de 1991 partiu a anca ao cair na noite antes do seu 82º aniversário e, já no hospital, sofreu dois ataques cardíacos graves. Morreu quatro dias depois e foi sepultada nos jardins do seu mosteiro.

## Família

### Dúvidas Sobre a Paternidade
Existem algumas duvidas sobre a verdadeira paternidade de Helena. Foi sugerido que o pai biológico de Helena seria o príncipe Barbu Ştirbey, mas isto, de acordo com a biografia de Hannah Pakula sobre a mãe de Helena, a rainha Maria, parece não ter passado de um rumor.

### Filhos
Helena e Antônio tiveram os seguintes filhos:
- Estevão da Áustria (5 de agosto de 1932 – 12 de novembro de 1998)
- Maria Helena da Áustria (18 de dezembro de 1933 – 11 de janeiro de 1959); casou-se com o conde Franz Josef Kottulinsky (3 de janeiro de 1917 – 11 de janeiro de 1959).
- Alexandra da Áustria (nascida a 21 de maio de 1935); casou-se com o duque Eugênio Everardo de Württemberg, filho da princesa Nadezhda da Bulgária
- Domênico da Áustria (nascido a 4 de julho de 1937)
- Maria Madalena da Áustria (2 de outubro de 1939 – 18 de agosto de 2021)
- Isabel da Áustria (15 de janeiro de 1942 – 2 de janeiro de 2019)

### Acontecimentos mais importantes da família
- O filho mais velho, Estevão, sofreu uma doença debilitante em 1959 que necessitou cuidados constantes fornecidos pela sua mãe e esposa.
- A sua segunda filha mais velha, Maria Helena, e o marido morreram num acidente de avião no Brasil, quando ela esperava o seu segundo filho. Deixaram uma filha órfã.
- Em maio de 2006, as autoridades romenas entregaram alguns direitos do Castelo de Bran ao filho de Helena, Domênico, como parte da herança da mãe.